# 格利揚
格利揚(Kalyan)为印度马哈拉施特拉邦康坎专区所属城市，是邻近孟买的铁路枢纽中心。卡延和东比夫里（Dombivli）市镇构成城市联合体。从区域上，卡延属于孟买都会区的一部分，和新孟买以及比宛迪、塔那、烏爾哈斯訥格爾和瓦塞维拉尔构成城市圈。